# Parker (Colorado)
Parker es una ciudad ubicada en el condado de Douglas en el estado estadounidense de Colorado. En el año 2000 tenía una población de 23.558 habitantes y una densidad poblacional de 1615,2 personas por km².

## Geografía
Parker se encuentra ubicado en las coordenadas 39°31′10″N 104°45′57″O / 39.51944, -104.76583.

## Demografía
Según la Oficina del Censo en 2000 los ingresos medios por hogar en la localidad eran de $74.116, y los ingresos medios por familia eran $77.384. Los hombres tenían unos ingresos medios de $52.070 frente a los $35.700 para las mujeres. La renta per cápita para la localidad era de $27.479. Alrededor del 2,3% de la población estaba por debajo del umbral de pobreza.